# Xianfeng (socken i Kina, Heilongjiang, lat 48,02, long 125,09)
Xianfeng (kinesiska: 先锋, 先锋乡) är en socken i Kina. Den ligger i provinsen Heilongjiang, i den nordöstra delen av landet, omkring 280 kilometer nordväst om provinshuvudstaden Harbin. Antalet invånare är 27 320. Befolkningen består av 13 584 kvinnor och 13 736 män. Barn under 15 år utgör 14,0 %, vuxna 15-64 år 79 %, och äldre över 65 år 6,0 %.
Genomsnittlig årsnederbörd är 855 millimeter. Den regnigaste månaden är juli, med i genomsnitt 288 mm nederbörd, och den torraste är januari, med 8 mm nederbörd.